# 七濱町
七濱町（日语：／ Shichigahama machi */?）是位於日本宮城縣中部的町，隸屬於宮城郡。町名源自於明治時代當地7個聚落的通稱。轄區三面環海，東部位於日本特別名勝松島的範圍內，當地的住宅區則集中在遠山、境山與汐見台等地區。七濱町因地處仙台市的都市圈内，而在1970年代進行團地的開發，並逐漸發展成仙台都市圈的郊區住宅地和睡城。

## 地理
七濱町境內約17%的面積被森林與原野覆蓋，14%的土地為農業用地。轄區南邊面向太平洋，北邊與東邊面向松島灣，東部則位於日本特別名勝松島的範圍內。面向太平洋的東南部地區地勢較高，面向貞山運河的西部地區地勢則較低。中央地區為丘陵地帶，並坐落著境內最高處 - 海拔59.4公尺的君岡公園。而丘陵地帶頂部的平地則被用於種植耐旱作物。

### 氣候
七濱町屬於海洋性氣候。由於暖流流經面向太平洋的沿岸地區，因此當地的溫差較小。根據統計，2012年至2021年七濱町的年均溫為12.3℃，年均降雨量則為1102毫米。

## 歷史
七濱町自繩紋時代便有人類居住。由於當地三面環海，因此魚類資源相當豐富，境內發掘出許多同時代的貝塚與遺跡。其中屬於繩紋時代前期至中期的大木圍貝塚發掘出許多捕魚用工具和繩紋式土器，大木圍貝塚則因為以該貝塚命名的「大木式土器」而聞名，並且於近代被指定為日本的史跡。平安時代，位於七濱地區，被列為名神大社之一的鼻節神社曾出土過青銅製的古印章「國府廚印」。
明治22年（1889年），日本在當地實施町村制，並設置七濱村。昭和34年（1959年），七濱村改制成現今的七濱町。
2011年3月11日的東日本大震災在七濱町引發震度5強的地震。隨後地震引發的海嘯侵襲當地，其最大高度達到12.1公尺。此次震災造成60位居民死亡、674戶房屋全毀與650戶房屋半毀或是嚴重半毀。根據統計，當時七濱町約36.4%的面積因海嘯侵襲而浸泡在海水當中。

## 行政
現任町長寺澤薰於2023年8月在選舉中第2次成功連任，其任期將持續至2027年9月。

## 經濟
根據日本2020年的國勢調查統計，七濱町的就業人口中有3.1%從事第一級產業，25.5%的就業人口從事第二級產業，20.2%則從事第三級產業。當地的重點產業為漁業，但受到東日本大震災的影響，從事漁業的就業人數正逐漸減少。而七濱町的工業發展可追溯至昭和34年（1959年），當時東北電力在七濱町的東北端興建仙台火力發電廠，而町內的湊濱與東宮濱地區則在日本戰後經濟奇蹟時期發展成工業區。

## 教育
七濱町内共有3所小學校與2所中學校。根據2023年5月的統計，境內的小學校共有769名學生，中學校則共有458名學生。

## 交通
七濱町內的主要道路為宮城縣道58號鹽釜七濱多賀城線，並且以環狀穿越境內的各住宅區和工業區，為當地的交通動脈。

## 姊妹城市
七濱町與以下日本行政區為友好姐妹城市:
| 城市   | 都縣   | 締結日期      |
| ------ | ------ | ------------- |
| 朝日町 | 山形縣 | 2012年9月25日 |

七濱町和以下國外城市為友好姐妹城市:
| 國家 | 城市                   | 締結日期      |
| ---- | ---------------------- | ------------- |
| 美国 | 普利茅斯（麻薩諸塞州） | 1990年10月3日 |